# Закарпатский венгерский институт
Закарпатский венгерский институт имени Ференца Ракоци II (венг. II. Rákóczi Ferenc Kárpátaljai Magyar Főiskola, укр. Закарпатський угорський інститут імені Ференца Ракоці II) — частное высшее учебное заведение ІІІ уровня аккредитации, находящееся в Берегово Закарпатской области. Институт создан для сохранения и развития венгерской общины Закарпатской области. Единственный украинский вуз, где образование ведётся преимущественно на венгерском языке. Располагается во дворце комитатского суда.
Назван в честь князя Трансильвании Ференца II Ракоци.

## Названия
- Закарпатский венгерский педагогический институт (1996—2003)
- Закарпатский венгерский институт Ференца Ракоци II (2003 — н. в.)

## История

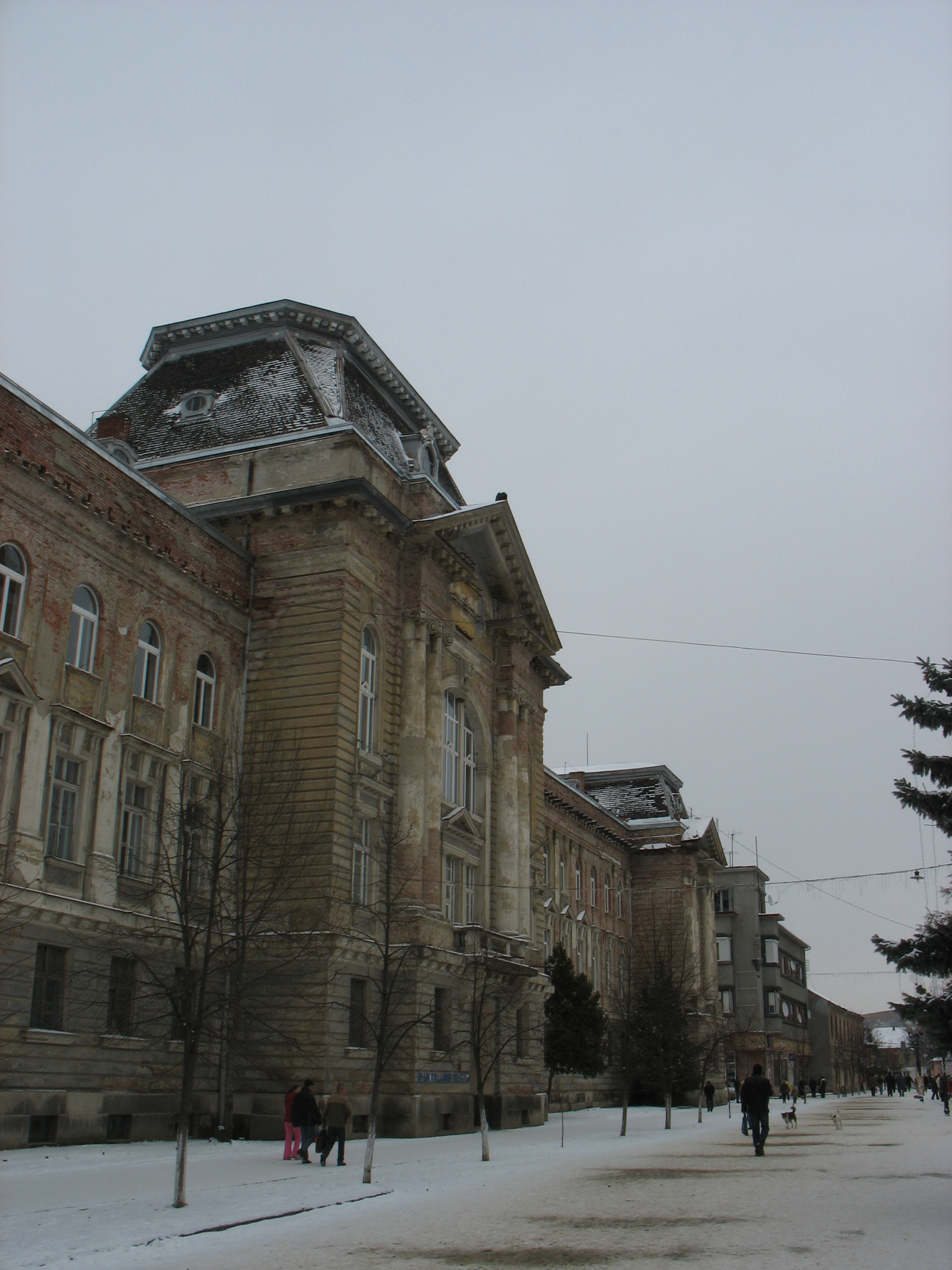
Здание института до реконструкции, 2007 год

10 января 1994 года был заключён договор между Обществом венгерской культуры Закарпатья, Береговским городским Советом народных депутатов, Закарпатским Венгерским педагогическим обществом и Закарпатской реформаторской церковью об образовании нового института для обеспечения потребностей венгерской общины. Официально Закарпатский венгерский педагогический институт был основан в 1996 году при поддержке правительства Венгрии. Учредителем выступил благотворительный фонд «За Закарпатский педагогический институт». Первый выпуск в институте прошёл в 2001 году. В 2002 году вуз получил в своё распоряжение дворец комитатского суда. В 2003 году учебное заведение было переименовано в Закарпатский венгерский институт Ференца Ракоци II.
По состоянию на 2013 год на четырёх кафедрах института работало 56 преподавателей.
Проведённая в 2013 году Государственная инспекция учебных заведений (ГИУЗ) выявила ряд нарушений в соблюдении институтом лицензионных требований. Ряд отчётов инспекция не смогла оценить, поскольку они были предоставлены на венгерском языке. Сотрудники ГИУЗ также отметили значительное расхождение между результатами итоговых контрольных работ института и инспекции по дисциплинам украинский язык и история Украины.
В 2016 году институт начал партнёрскую программу с рядом школ и лицеев с венгерским языком обучения. После вступления в силу закона об образовании от 2017 года, руководство института просило Министерство образования Украины оставить венгерский язык для абитуриентов.
В 2020 году в помещении института был проведён обыск сотрудниками Службы безопасности Украины, проводившими расследование по делу о сепаратизме.

## Деятельность и структура
Институт имеет четыре корпуса с общей площадью более 8 тысяч метров квадратных. В его структуру входит учебный корпус, общежития для преподавателей и студентов и библиотека (50 тысяч научной и художественной литературы). При институте работают научно-исследовательские институты имени Иштвана Фодора, имени Тиводора Легоцки и имени Антала Годинки. По данным СБУ НИИ имени Тиводора Легоцки в 2015 году разработал проект создания автономного района на Закарпатье по языковому принципу с центром в Берегово. В 2017 Служба безопасности Украины вручила директору НИИ имени Тиводора Легоцки Степану Черничко предостережение о недопустимости антиукраинской деятельности.
В 2020 году институт получил в своё распоряжение бывший дом лесника во Великодобронском зоологическом заказнике, где планируется к открытию научно-образовательный экологический центр досуга и лесная школа.
Институт финансируется рядом благотворительных фондов, среди которых венгерский государственный благотворительный фонд имени Бетлена Габора.

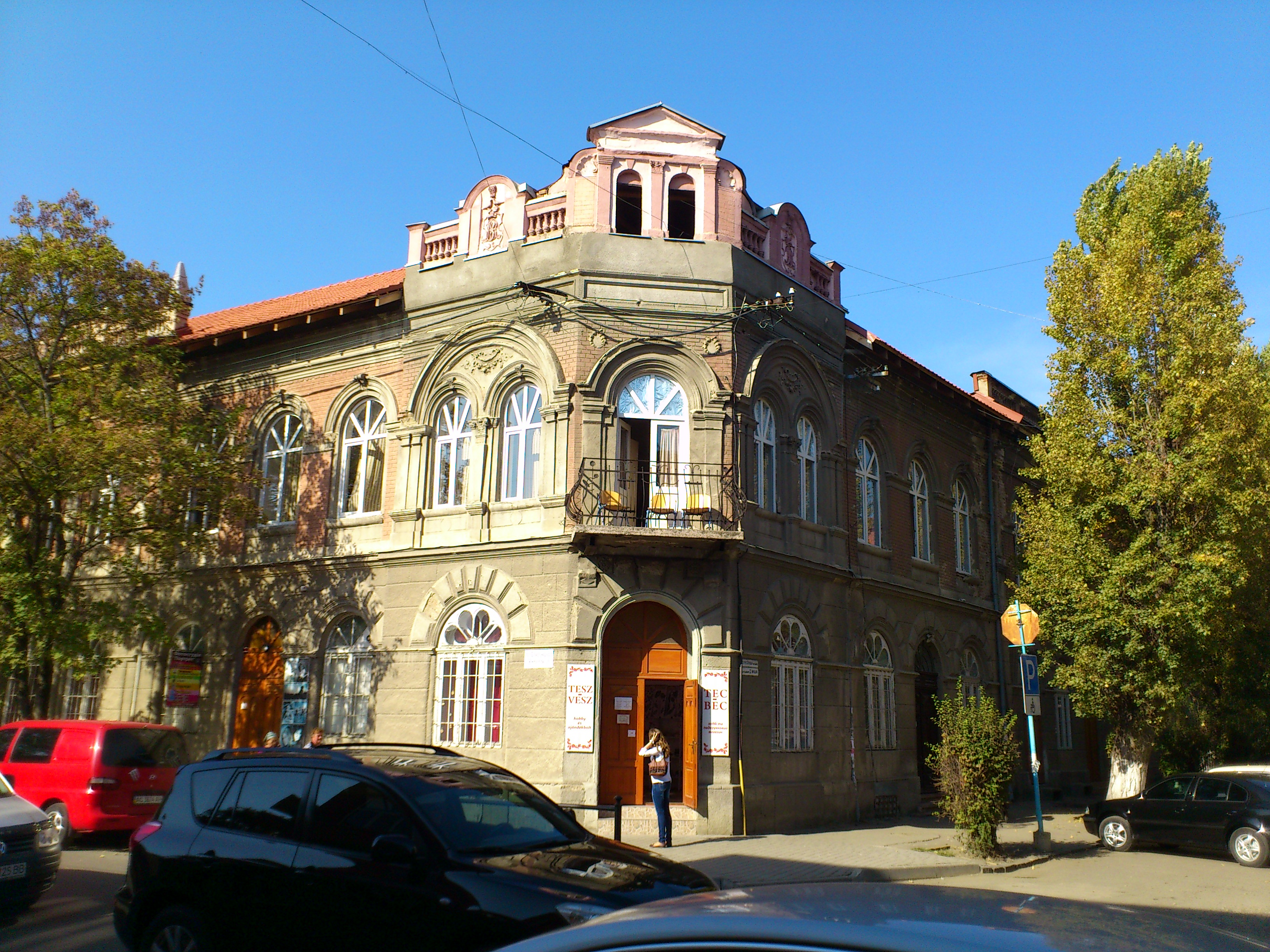
Учебный корпус (здание бывшего Дворца комитатского суда)
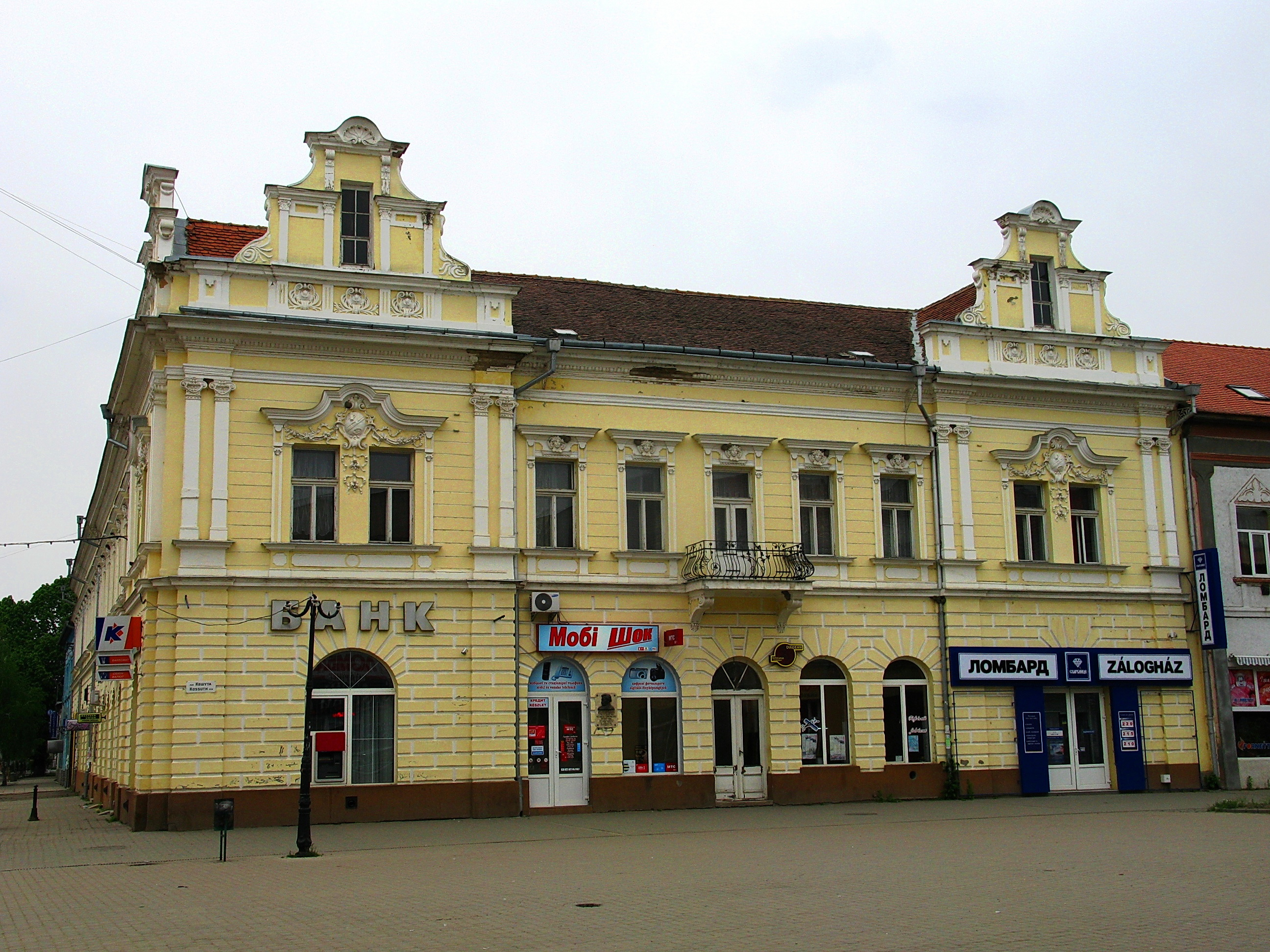
Студенческое общежитие

## Рейтинги
Закарпатский венгерский институт имени Ференца Ракоци II входит в пятёрку лучших учебных заведений Закарпатской области, при этом занимая 179 место всеукраинском рейтинге высших учебных заведений (на 2017 год).

## Ректоры
- Калман Шовш (2000—2011)[6]
- Иосиф Сикура (2011—2015)
- Ильдико Орос (2015—2020)[12]
- Степан Черничко (2020 — н. в.)[13]